# Ponza
Ponza er den største af øerne i øgruppen Pontinske øer, der er beliggende i det Tyrrhenske hav mellem Rom og Napoli. Øen har et areal på 7,5 km², og den har 3.242 indbyggere (2004). Der er flere små byer på øen; den største er Ponza Porto, øens havn, der ligger ved en bugt i den sydlige ende af øen. Der er færgeforbindelse til Anzio og Formia syd for Rom. Øen er bjergrig med det højeste bjerg, Monte Guardia, 280 m.o.h., beliggende i den sydlige ende af øen.
Mange steder på øen stiger klipperne lodret op fra havet; men der også flere steder sandstrande, og øen er derfor blevet et populært udflugtsmål fra de store byer på fastlandet; men øen er tilstrækkeligt stor til at det også er muligt at nyde den flotte natur og udsigten til de ubeboede naboøer, Palmarola og Zannone, som kan besøges på guidede ture fra Ponza. På øen findes der fæstninger fra 1600-tallet ved Punta del Papa og Le Forna.